# Rhadinella kinkelini
Rhadinella kinkelini — вид змій родини полозових (Colubridae). Мешкає в Мексиці і Центральній Америці. Вид названий на честь німецького геолога і палеонтолога Георга Фрідріха Кінкеліна.

## Поширення і екологія
Rhadinella kinkelini мешкають в горах на крайньому сході мексиканського штату Чіапас, в Гватемалі, північному Сальвадорі, західному Гондурасі, а також на півночі Нікарагуа. Вони живуть у вологих гірських і хмарних тропічних лісах і сосново-дубових лісах, серед опалого листя, трапляються в незайманих лісах та на узліссях. Зустрічаються на висоті від 1370 до 2085 м над рівнем моря. Активні і вдень, і вночі. Відкладають яйця.